# Striano
Striano község (comune) Olaszország Campania régiójában, Nápoly megyében.

## Fekvése
Nápolytól 20 km-re keletre fekszik. Határai: San Giuseppe Vesuviano, Palma Campania, Poggiomarino, San Valentino Torio és Sarno.

## Története
Neve a római időkben Striganum volt, ami az istricanum módosult változata, jelentése  istriaiak, Istriából származók. Nevének mai formája a 13. században alakult ki. 
Első emlékei – temetkezési helyek –  a vaskorszakból (i. e. 1000-700) származnak. Az ókor során előbb az oszkok, majd az etruszkok és szamniszok telepedtek meg ezen a vidéken. A szamniszok idejéből származnak az első vidéki villák, amelyek a Sarno termékeny síkságán épültek. A 62-es földrengés illetve a Vezúv 79-es kitörése következtében a vidék elnéptelenedett. Csak jóval később, a 11. század során népesült be ismét ez a vidék, ekkor alakult ki a mai Striano központja.
A 13. századig Striano és környéke a Casertai Grófság birtoka volt, majd a grófok letartartóztatása után II. Frigyes parancsára, a vidék átkerült a Sarnói Grófság fennhatósága alá.  A település a Nápolyi Királyság francia megszállása idején, 1808-ban vált önállóvá. Az új olasz királysággal való egyesülés (1861) gyors fejlődésnek indult: megépült a Circumvesuviana vasútvonal illetve a települést kiszolgáló vízvezeték is. A két világháború pusztításait gyorsan kiheverte és az 1960-as 1970-es években az elsődlegesen mezőgazdasági településen megjelent az ipar is , ami által a gazdasági élet is diverszifikálódott. 

## Népessége
A népesség számának alakulása:

## Főbb látnivalói
- San Giovanni Battista-templom – a 12. században épült. A második világháborúban a visszavonuló német csapatok felrobbantották, de 1958-ban újjáépítették.
- San Severino Abate-templom' – 13. században épült
- Arco di San Nicola – egykori kapu, homlokzatát Szent Miklós domborműve díszíti.
- Villa De Sparano-Pisani – 14. századi nemesi palota
- A platán – a Piazza D’Annat díszítő platánfa (Piatanus orientalis), amelyet az 1800-as évek elején ültettek ide.